# Dinorwic (cráter marciano)
Dinorwic es un cráter de impacto de grandes proporciones del planeta Marte situado al norte del cráter Tugaske y al este de Virrat, a 30.4° Sur y 101.6º Oeste. El impacto causó un diámetro de 56 kilómetros llegando a una profundidad de 1,6 kilómetros. El nombre fue aprobado en 1991 por la Unión Astronómica Internacional, haciendo referencia a la localidad homónima de Ontario, Canadá.
Según los datos de la agencia científica United States Geological Survey, la edad de dicha zona y alrededores estaría comprendida entre los 3,8 y 3,5 billones de años atrás, a finales de la Era Noeica.